# Chijindu Ujah
Chijindu Ujah (ur. 5 marca 1994 w Londynie) – brytyjski lekkoatleta specjalizujący się w biegach sprinterskich.
W 2011 biegł w finale biegu na 100 metrów podczas mistrzostw świata juniorów młodszych w Lille Metropole. W tym samym roku zdobył dwa medale igrzysk Wspólnoty Narodów młodzieży. Startował na mistrzostwach świata juniorów w Barcelonie, na których zajął 6. miejsce w finale biegu na 100 metrów. W 2013 został mistrzem Europy juniorów na dystansie 100 metrów. W 2016 wszedł w skład brytyjskiej sztafety 4 × 100 metrów, która sięgnęła po złoto mistrzostw Europy w Amsterdamie. Półfinalista światowego czempionatu w Londynie oraz złoty medalista tej imprezy w sztafecie 4 × 100 metrów (2017). Rok później powtórzył sukces w biegu rozstawnym podczas czempionatu Europy w Berlinie. W 2021 wszedł w skład brytyjskiej sztafety 4 × 100 metrów, która zdobyła srebrny medal igrzysk olimpijskich w Tokio (później im odebrany z powodu wykrycia dopingu u Ujaha).

## Osiągnięcia
| Rok  | Impreza                                 | Miejsce         | Konkurencja             | Lokata     | Wynik  |
| ---- | --------------------------------------- | --------------- | ----------------------- | ---------- | ------ |
| 2011 | Mistrzostwa świata juniorów młodszych   | Lille Metropole | bieg na 100 metrów      | 8. miejsce | 10,69  |
| 2011 | Igrzyska Wspólnoty Narodów młodzieży    | Douglas         | bieg na 100 metrów      | 2. miejsce | 10,52w |
| 2011 | Igrzyska Wspólnoty Narodów młodzieży    | Douglas         | sztafeta 4 × 100 metrów | 2. miejsce | 41,06  |
| 2012 | Mistrzostwa świata juniorów             | Barcelona       | bieg na 100 metrów      | 6. miejsce | 10,39  |
| 2012 | Mistrzostwa świata juniorów             | Barcelona       | sztafeta 4 × 100 metrów | –          | DNF    |
| 2013 | Mistrzostwa Europy juniorów             | Rieti           | bieg na 100 metrów      | 1. miejsce | 10,40  |
| 2015 | Halowe mistrzostwa Europy               | Praga           | bieg na 60 metrów       | –          | DQ     |
| 2015 | Mistrzostwa świata                      | Pekin           | bieg na 100 metrów      | półfinał   | 10,05  |
| 2015 | Mistrzostwa świata                      | Pekin           | sztafeta 4 × 100 metrów | –          | DNF    |
| 2016 | Mistrzostwa Europy                      | Amsterdam       | sztafeta 4 × 100 metrów | 1. miejsce | 38,17  |
| 2016 | Igrzyska olimpijskie                    | Rio de Janeiro  | bieg na 100 metrów      | półfinał   | 10,01  |
| 2017 | IAAF World Relays                       | Nassau          | sztafeta 4 × 100 metrów | –          | DNF    |
| 2017 | Superliga drużynowych mistrzostw Europy | Lille           | sztafeta 4 × 100 metrów | 1. miejsce | 38,08  |
| 2017 | Mistrzostwa świata                      | Londyn          | bieg na 100 metrów      | półfinał   | 10,12  |
| 2017 | Mistrzostwa świata                      | Londyn          | sztafeta 4 × 100 metrów | 1. miejsce | 37,47  |
| 2018 | Halowe mistrzostwa świata               | Birmingham      | bieg na 60 metrów       | półfinał   | DQ     |
| 2018 | Mistrzostwa Europy                      | Berlin          | bieg na 100 metrów      | 4. miejsce | 10,06  |
| 2018 | Mistrzostwa Europy                      | Berlin          | sztafeta 4 × 100 metrów | 1. miejsce | 37,80  |
| 2021 | Igrzyska olimpijskie                    | Tokio           | bieg na 100 metrów      | półfinał   | 10,11  |
| 2021 | Igrzyska olimpijskie                    | Tokio           | sztafeta 4 × 100 metrów | 2. miejsce | 37,51  |

## Rekordy życiowe
- Bieg na 60 metrów (hala) – 6,53 (1 lutego 2015, Londyn, 7 lutego 2018, Newham oraz 4 lutego 2020, Düsseldorf)
- Bieg na 100 metrów – 9,96 (8 czerwca 2014, Hengelo) / 9,95w (27 maja 2017, Eugene)
- Bieg na 200 metrów – 20,39 (8 kwietnia 2017, Tempe)